# 佩蓓角
佩蓓角是位于美国俄勒冈州海岸线中部林肯县的一处海岬，属于塞尤斯洛国家森林的一部分，由美国国家森林局管理。

## 位置
佩蓓角位于雅哈茨城南方，沿101号美国国道向南约3.2公里处，属于典型的太平洋西北地区海岬，岸边有陡峭的的断壁。佩蓓角的最高点高出海平面240米。在良好的气象条件下，可以从此地沿海岸线看到60公里远处，此地望远的最高记录是110公里远。

## 佩蓓角风景区
美国国家森林局于1960年代在佩蓓角建立了佩蓓角风景区及游客中心，以期用俄勒冈州中部海岸的奇特景观吸引游客。该风景区面积为11平方千米。

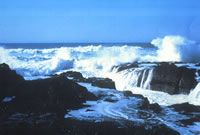
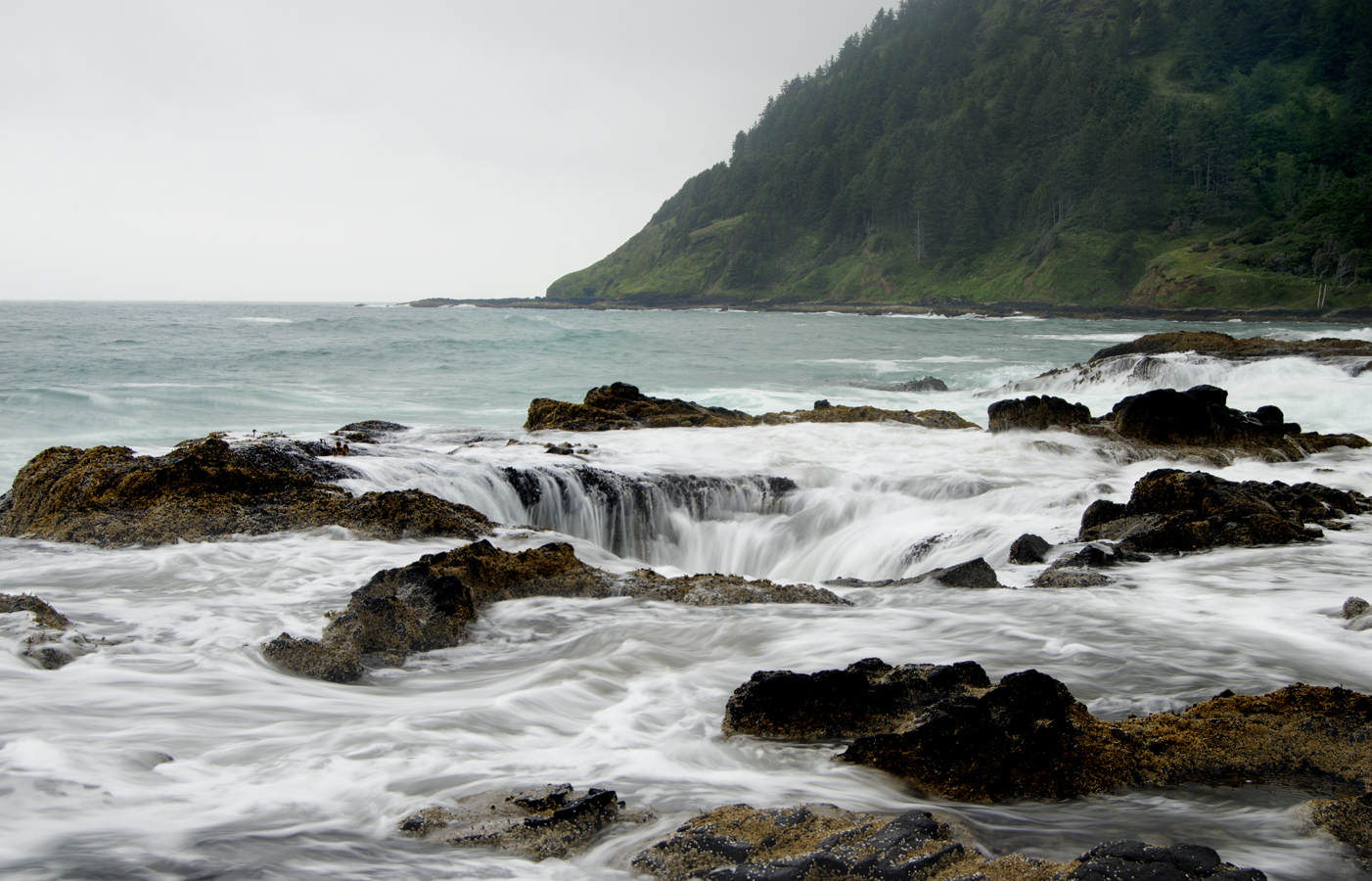